# Catfishing
El catfishing (del inglés catfish: 'bagre' o 'siluro') es una actividad maliciosa en internet por la cual una persona se crea una cuenta de usuario títere o un perfil falso en una red social con el objetivo de engañar, estafar o abusar de una víctima en concreto. Esta actividad puede usarse para obtener beneficios económicos, comprometer a la víctima de alguna manera o simplemente para trolear o cumplir algún deseo en concreto. El catfishing ha llegado a formar parte de los medios de comunicación, donde a menudo las víctimas buscan identificar a quien les ha estafado, su catfisher. Además, ciertas celebridades han llegado a ser atacadas por esta vía, lo cual ha llamado la atención de los medios de comunicación sobre el catfishing.

## Historia
El término moderno apareció por primera vez en el documental estadounidense Catfish de 2010. El documental sigue a Yaniv Nev Schulman, su productor ejecutivo, como víctima del catfishing al mantener una relación con la que pensaba que era una joven de 19 años del Medio Oeste de Estados Unidos cuando en realidad se trataba de un ama de casa de 40 años. En el documental, se menciona que al marido de la mujer se le ocurrió este término porque le encontró cierta similitud con el mito de cómo se comportan el bacalao y el bagre (del inglés catfish) cuando son transportados en tanques diferentes: se enviaba a los bacalaos junto a los bagres dentro de los mismos tanques para que los bacalaos se mantuvieran activos, lo cual garantizaba la calidad de los bacalaos, puesto que, al enviarlos solos, los bacalaos se volvían pálidos y aletargados. Este mito se originó en la ficción de Henry Nevinson (1913: Essays in Rebellion) y Charles Marriott (1913: The Catfish).
El catfishing se hizo cada vez más conocido a lo largo de la década siguiente gracias a la serie de televisión del mismo nombre que seguía a la estrella principal, Nev Schulman, ayudando a otras personas a investigar si estaban siendo víctimas de catfishing.
El término se hizo popular durante un incidente en 2013 que involucró a la estrella de fútbol americano de la Universidad de Notre Dame Manti Te'o.

## Sociología
Un usuario de Internet utiliza una identidad falsa para persuadir a otro de que crea que es la persona que suplanta. A menudo se usa para las relaciones, como en la película Catfish. Normalmente, la persona que practica el catfishing usa fotos y hechos de la vida de otra persona para que parezca una persona real. Además, suele ocurrir que la persona real a la que se está suplantando ni siquiera sabe que están usando sus fotos y su nombre; desconocen que su identidad está siendo utilizada para crear falsas relaciones amistosas u amorosas en línea. Quien practica el catfishing lo hace para parecer una mejor versión de sí misma al usar una identidad falsa. Su principal razón para esto es para hacerse amigo de la otra persona en busca de una relación amistosa u sexual.
Algunos usuarios han utilizado el catfishing para explorar su identidad sexual o de género. Conocido de esta manera como un tipo de estafa romántica, el catfishing se emplea a menudo en páginas web de citas, en los que las redes sociales o el correo electrónico servirá a los estafadores para establecer un contacto inicial.
El beneficio económico también puede ser otra razón para el catfishing. En 2015, tres jóvenes crearon un perfil falso en las redes sociales y lograron robarle $3300 al Estado Islámico, un grupo terrorista. Un oficial de reclutamiento se les había acercado y ellas le pidieron dinero para viajar a Siria. Tras recibir el dinero, eliminaron inmediatamente su cuenta y se guardaron el dinero en efectivo para su propio viaje personal.
El catfishing también ha sido una táctica para detener actividades delictivas. En 2004, Dateline NBC produjo el segmento para televisión To Catch a Predator, en el que se documentaba a policías encubiertos que se hacían pasar por menores para atrapar a pedófilos. Luego, los pedófilos eran atraídos a espacios diseñados por los oficiales encubiertos donde técnicamente iba a tener lugar un encuentro entre el menor y el adulto.
También puede utilizarse el catfishing como una táctica para intimidar de manera online a alguien atacando a otras personas trabajando bajo una identidad falsa o anónima. Dado que están usando la identidad de otra persona o una identidad inventada, esta persona no se meterá en problemas y sus acciones no tendrán ninguna consecuencia, ya que el ciberacoso no puede ser rastreado hasta ellos.

## Peligros
Son muchos los peligros del catfishing. Puede ser utilizado para atraer a alguien por Internet y después conocerlo en persona. La persona que lleva a cabo el catfishing atrae a las personas a un lugar en concreto para secuestrarlas o hacerles daño de una u otra manera. Es una forma novedosa para que depredadores sexuales interactúen con sus víctimas y acaben causándoles daños. Los depredadores sexuales usan una identidad falsa para hablar con los adolescentes, lo que les permite acercarse a estos para que la víctima acabe confiando en ellos. Es entonces muy fácil para los depredadores obtener información de la víctima y usarla para dañarles. Un ejemplo de esto fue el asesinato de Carly Ryan en 2007.
El catfishing como forma de acosar a otros en línea ha hecho que aumente el número de suicidios de adolescentes en los últimos años.

## Señales
Aunque depende de caso, existen numerosas señales para poder detectar el catfishing. Algunas de estas pueden ser:
- Si un desconocido comienza a seguir o enviar mensajes a un usuario y su foto de perfil parece falsa o demasiado buena para ser verdad lo que tienes que hacer es mantener tu distancia.

- Si la persona que envía mensajes no quiere hablar por videollamada o busca una y otra vez excusas para no quedar.[14]
- Si los perfiles entre los sitios de citas y las redes sociales no son consistentes (por ejemplo, si tienen nombres o imágenes distintas).[10]
- Si después de algunos encuentros, la parte contraria empieza a hablar de amor, en especial tras haber pasado tan solo unos días o semanas desde que se conocen.

## Casos decatfishing
Durante cuatro años, una mujer suplantó la identidad del actor australiano Lincoln Lewis. Esto conllevó el suicidio de una víctima, que en un momento dado se había acercado al verdadero Lincoln Lewis. La víctima había coincidido con Lewis en el colegio, por lo que estaba familiarizada con algunos aspectos de su vida que fueron descubiertos y explotados por la perpetradora. La agresora operó desde al menos mediados del 2011 hasta su arresto a mediados del 2016, y fue declarada culpable a principios del 2019 por acosar a seis personas.
Según un artículo del Washington Post, el falso reportaje de una violación en la Universidad de Virginia escrito por la revista Rolling Stone podría haber sido un caso de catfishing, en el que una joven se hizo pasar por otra estudiante cuando el joven del cual estaba enamorada no le correspondiera. Más concretamente, la joven se hizo pasar por una estudiante de último año ficticia para mantenerse en contacto con su interés amoroso.